# Kuej-jü

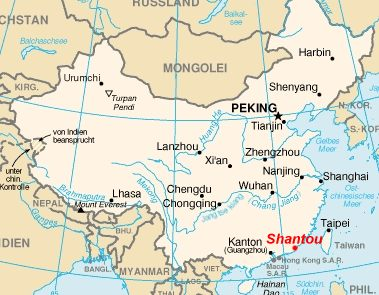
Poloha Šan-tchou, jehož je Kuej-jü součástí, na mapě Čínské lidové republiky

Městys Kuej-jü (čínsky v českém přepisu Kuej-jü čen, pchin-jinem Gùiyǔ zhèn, znaky 贵屿镇) je městys v obvodě Čchao-jang městské prefektury Šan-tchou  v provincii Kuang-tung v Čínské lidové republice. Leží západně od jádra Čchao-jangu a v roce 2003 měla přes 130 tisíc obyvatel.
Kuej-jü proslulo jako největší čínské středisko elektroodpadu, kolem roku 2013 bývá uváděné jako největší celosvětové. Zdraví obyvatelstva i celkové životní prostředí bylo značně poznamenáno skutečností, že velká část domácností se živila rozebíráním elektroodpadu na součástky a suroviny, obvykle nejlevnějšími postupy bez ohledu na jedovatost či nebezpečnost.